# (10003) Caryhuang
(10003) Caryhuang es un asteroide perteneciente al cinturón de asteroides, descubierto el 26 de octubre de 1971 por Luboš Kohoutek desde el Observatorio de Hamburgo-Bergedorf, Hamburgo, Alemania.

## Designación y nombre
Designado provisionalmente como 1971 UD1. Debe su nombre a Cary Kaiming Huang que, junto a su hermano gemelo, Michael Yiming Huang, crearon la popular herramienta interactiva de comparación de tamaños en línea "The Scale of the Universe" en 2010.

## Características orbitales
Caryhuang está situado a una distancia media del Sol de 2,212 ua, pudiendo alejarse hasta 2,498 ua y acercarse hasta 1,925 ua. Su excentricidad es 0,129 y la inclinación orbital 1,576 grados. Emplea 1201,72 días en completar una órbita alrededor del Sol.

## Características físicas
La magnitud absoluta de Caryhuang es 14,6. Tiene 3 km de diámetro y su albedo se estima en 0,214.